# Campopleginae
Campopleginae zijn een onderfamilie van insecten die behoren tot de familie van de gewone sluipwespen (Ichneumonidae). Deze geslachtengroep werd opgericht door Arnold Förster in 1868, toen onder de naam Campoplegoidae. Het typegeslacht van de onderfamilie is Campoplex Gravenhorst, 1829.

## Taxonomie
Taxapad rekent 66 geslachten tot deze onderfamilie. Hiertoe behoren ook de geslachten die door Townes tot de Porizontinae werden gerekend:
| - Aiura Onody & Penteado-Dias 2006 - Alcima Förster 1869 - Aspidon Gupta 1989 - Bathyplectes Förster 1869 - Benjaminia Viereck 1912 - Breviterebra Kusigemati 1982 - Callidora Förster 1869 - Campoctonus Viereck 1912 - Campoletis Förster 1869 - Campoplex Gravenhorst 1829 - Casinaria Holmgren 1859 - Charmops Gupta 1989 - Charops Holmgren 1859 - Chromoplex Horstmann 1987 - Clypeoplex Horstmann 1987 - Cryptophion Viereck 1913 - Cymodusa Holmgren 1859 - Cymodusopsis Viereck 1912 - Diadegma Förster 1869 - Dolophron Förster 1869 - Dusona Cameron 1901 - Echthronomas Förster 1869 | - Enytus Cameron 1905 - Eriborus Förster 1869 - Eucaphila Gauld 1984 - Genotropis Townes 1970 - Gonotypus Förster 1869 - Hyposoter Förster 1869 - Jomine Graf & Kumagai 1998 - Lathroplex Förster 1869 - Lathrostizus Förster 1869 - Lemophagus Townes 1965 - Leptocampoplex Horstmann 1970 - Leptoperilissus Schmiedeknecht 1912 - Macrulus Horstmann 1978 - Macrus Gravenhorst 1829 - Melalophacharops Uchida 1928 - Melanoplex Horstmann 1987 - Meloboris Holmgren 1859 - Menaka Gupta & Gupta 1971 - Microcharops Roman 1910 - Nemeritis Holmgren 1860 - Neolophron Gauld 1984 - Nepiesta Förster 1869 | - Olesicampe Förster 1869 - Pegaoplex Dbar 1984 - Philositus Townes 1970 - Phobocampe Förster 1869 - Picacharops Gauld 1984 - Porizon Fallen 1813 - Prochas Walkley 1959 - Pyracmon Holmgren 1859 - Rhachioplex Bischoff 1932 - Rhimphoctona Förster 1869 - Scenocharops Uchida 1932 - Scirtetes Hartig 1838 - Sesioplex Viereck 1912 - Sinophorus Förster 1869 - Sliochia Gauld 1976 - Synetaeris Förster 1869 - Tranosema Förster 1869 - Tranosemella Horstmann 1978 - Urvashia Gupta & Gupta 1971 - Venturia Schrottky 1902 - Vildania Kocak & Kemal 2009 - Xanthocampoplex Morley 1913 |